# Воллес Тауншип (округ Честер, Пенсільванія)
Воллес Тауншип (англ. Wallace Township) — селище (англ. township) в США, в окрузі Честер штату Пенсільванія. Населення — 3711 особа (2020).

## Демографія
Згідно з переписом 2010 року, у селищі мешкало 3458 осіб у 1128 домогосподарствах у складі 932 родин. Було 1178 помешкань
Расовий склад населення:
| - 94,1 % — білих - 3,2 % — чорних або афроамериканців - 1,4 % — азіатів - 0,1 % — корінних американців |

До двох чи більше рас належало 1,1 %. Частка іспаномовних становила 1,6 % від усіх жителів.
За віковим діапазоном населення розподілялося таким чином: 31,0 % — особи молодші 18 років, 59,1 % — особи у віці 18—64 років, 9,9 % — особи у віці 65 років та старші. Медіана віку мешканця становила 41,4 року. На 100 осіб жіночої статі у селищі припадало 108,3 чоловіків;  на 100 жінок у віці від 18 років та старших — 96,9 чоловіків також старших 18 років.
Середній дохід на одне домашнє господарство  становив 137 426 доларів США (медіана — 112 697), а середній дохід на одну сім'ю — 149 519 доларів (медіана — 121 250). Медіана доходів становила 84 048 доларів для чоловіків та 53 929 доларів для жінок. За межею бідності перебувало 4,1 % осіб, у тому числі 5,5 % дітей у віці до 18 років та 3,0 % осіб у віці 65 років та старших.
Цивільне працевлаштоване населення становило 1795 осіб. Основні галузі зайнятості: науковці, спеціалісти, менеджери — 22,1 %, освіта, охорона здоров'я та соціальна допомога — 19,4 %, роздрібна торгівля — 12,8 %, будівництво — 11,8 %.